# Nils Reinhold Brocman

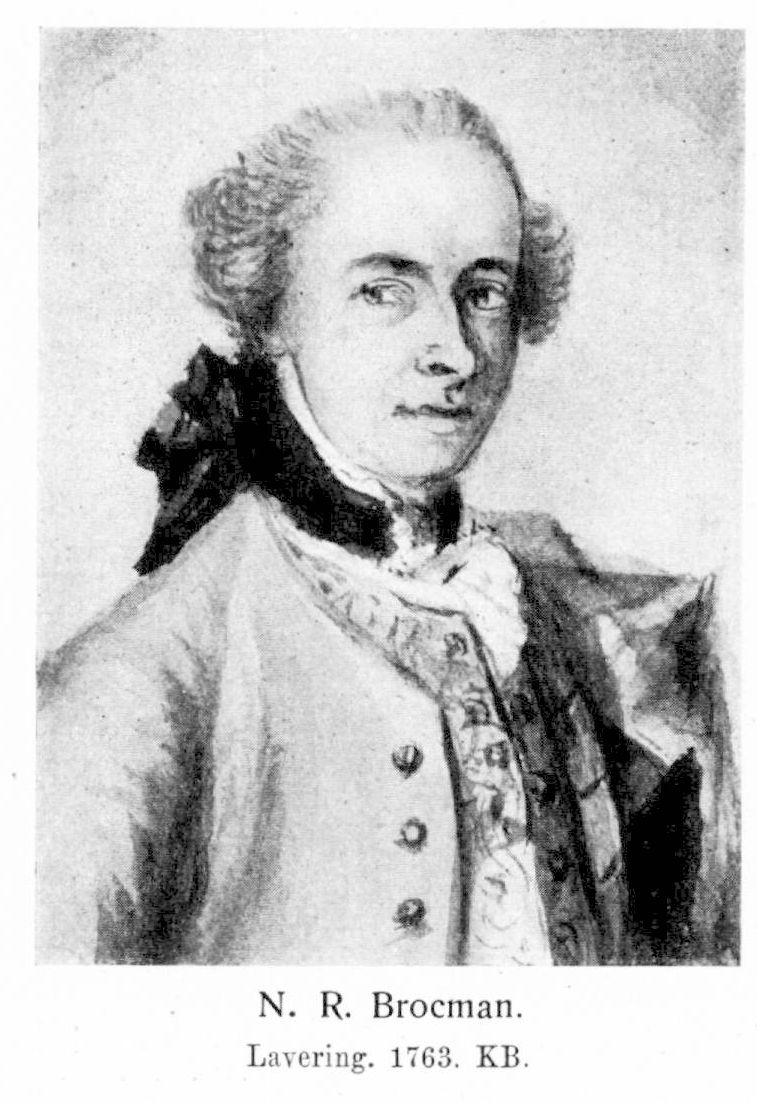
Nils Reinhold Brocman, 1731-1770

Nils Reinhold Brocman, född 1 november 1731 i Norrköpings Sankt Olai, död 21 maj 1770 i Stockholm var en svensk historiker.
Nils Reinhold Brocman blev filosofie magister i Lund 1751, docent där i svensk och romersk rätt 1758, och kanslist i Antikvitetsarkivet i Stockholm 1760. 1763 utnämndes han till bibliotekarie i Kungliga biblioteket och Antikvitetsarkivet samt till translator i gamla nordiska språken. Han var lärjunge och vän till både Sven Lagerbring och Jacob Langebek. Brocman var mer samlare av historiska dokument, främst diplomavskrifter än produktiv historisk författare. Bland hans arbeten märks främst översättningen från isländska av Sagan om Ingwar Widtfarne och hans son Swen (1762) med undersökningar om runstenarnas ålder och de isländska sagornas trovärdighet. Som hembygdsforskare framträdde Brocman i Berättelse om Norrköpings ålder och åtskilliga öden (1758-60).
Brocman var den som bidrog till att ta död på de Rudbeckska idéerna om runorna som ett urskriftspråk som inspirerat såväl det grekiska som latinska alfabetet. Han noterade att de flesta runstenarna var resta under kristen tid. I många fall var han väl återhållsam i sin datering, men hans teorier innebar en betydelsefull uppgörelse med göticismen.